# 荒尾甫就
荒尾 甫就（あらお ひろなり）は、江戸時代中期の鳥取藩家老。倉吉荒尾家5代。

## 生涯
宝永5年（1708年）、旗本永井尚附の三男として江戸に生まれる。享保17年（1732年）11月、倉吉荒尾分家、荒尾仙就の養子となり遺跡を相続する。同年12月、藩主池田吉泰に初めて拝謁する。
享保20年（1735年）閏3月、御職家老（執政家老）となる。同年11月、本家勝就の死去により、その家督を相続する。元文元年（1736年）5月、江戸にて御勝手御根取作廻に任じられる。12月、御職を辞職する。
寛保元年（1741年）2月、菩提寺の景福寺住職選定問題で閉門処分を受ける。景福寺住職選定は、先代住職の遺言をもって、当山開基の荒尾家が定める慣例であったが、先代住職・愚中の遺言を無視して、先々代萬林の弟子萬国と定めたことから、憤った愚中の弟子や仕えていた僧侶達が幕府に訴えた。同年6月、処分が解かれるも、再三にわたり隠居を願出て、寛保2年（1742年）2月、重病を理由として隠居が認められる。同年3月、分家の斯就が家督を相続する。甫就は通称を和泉から典厩に改め、さらに4月に内匠と改めた。
明和4年（1767年）9月2日、江戸で死去、享年58。